# Diplocephalus helleri
Diplocephalus helleri là một loài nhện trong họ Linyphiidae.
Loài này thuộc chi Diplocephalus. Diplocephalus helleri được Ludwig Carl Christian Koch miêu tả năm 1869.